# Чемпіонат України з регбі
Чемпіонат України з регбі — регбійні змагання в Україні, засновані в 1991 році. У змаганнях беруть участь всі регбійні команди з Суперліги, вищої та першої ліг. Сезон триває з квітня до листопада, із літньою перервою з липня до вересня. Під час цієї перерви проводяться кубкові змагання, та змагання з регбі-7. Останнім часом ротація команд відбувається за принципом фінансової спроможності.
Починаючи з 2009 року змаганнями Суперлізі управляє Професіональна регбійна ліга.

## Чемпіонат УРСР
| Рік  | Золото                 | Срібло                | Бронза                   |
| ---- | ---------------------- | --------------------- | ------------------------ |
| 1965 | «Динамо» (Київ)        | «Авіатор» (Київ)      | «Авангард» (Київ)        |
| 1966 | «Авіатор» (Київ)       | СКА «Київ»            | «Авангард» (Харків)      |
| 1967 | «Динамо» (Київ)        | «Авіатор» (Київ)      | «Локомотив» (Харків)     |
| 1968 | «Динамо» (Київ)        | «Авіатор» (Київ)      | «Локомотив» (Харків)     |
| 1969 | «Динамо» (Київ)        | «Авіатор» (Київ)      | «Політехнік» (Київ)      |
| 1970 | «Авіатор» (Київ)       | «Динамо» (Київ)       | «Дніпро» (Київ)          |
| 1971 | «Динамо» (Київ)        | «Авіатор» (Київ)      | «Буревісник» (Одеса)     |
| 1972 | «Авіатор» (Київ)       | «Політехнік» (Київ)   | «Локомотив» (Харків)     |
| 1973 | «Авіатор» (Київ)       | «Динамо» (Київ)       | «Політехнік» (Київ)      |
| 1974 | «Авіатор» (Київ)       | «Політехнік» (Київ)   | «Динамо» (Київ)          |
| 1975 | «Політехнік» (Київ)    | «Будівельник» (Львів) | «Авіатор»-КІІЦА (Київ)   |
| 1976 | «Політехнік» (Київ)    | СКА «Київ»            | «Будівельник» (Львів)    |
| 1977 | «Авіатор»-КІІЦА (Київ) | «Спартак» (Харків)    | «Політехнік» (Одеса)     |
| 1978 | «Авіатор» (Київ)       | «Політехнік» (Київ)   | «Спартак» (Харків)       |
| 1979 | «Політехнік» (Київ)    | «Сокіл» (Львів)       | КІІЦА (Київ)             |
| 1980 | «Авіатор» (Київ)       | «Політехнік» (Київ)   | «Сокіл» (Львів)          |
| 1981 | «Авіатор» (Київ)       | «Політехнік» (Київ)   | «Сокіл» (Львів)          |
| 1982 | «Авіатор» (Київ)       | «Сокіл» (Львів)       | «Прес»/«Дніпро»/(Дніпро) |
| 1983 | «Авіатор» (Київ)       | «Сокіл» (Львів)       | КІІЦА (Київ)             |
| 1984 | «Авіатор» (Київ)       | «Сокіл» (Львів)       | ХТЗ/«Олімп»/(Харків)     |
| 1985 | «Авіатор» (Київ)       | ХТЗ/«Олімп»/(Харків)  | «Сокіл» (Львів)          |
| 1986 | «Авіатор» (Київ)       | «Сокіл» (Львів)       | ХТЗ/«Олімп»/ (Харків)    |
| 1987 | «Авіатор» (Київ)       | «Політехнік» (Київ)   | «Сокіл» (Львів)          |
| 1988 | «Політехнік» (Київ)    | ХТЗ/«Олімп»/(Харків)  | «Прес»/«Дніпро»/(Дніпро) |
| 1989 | «Авіатор» (Київ)       | «Політехнік» (Київ)   | «Прогрес»(Львів)         |
| 1990 | «Авіатор» (Київ)       | «Політехнік» (Київ)   | ХТЗ/«Олімп»/(Харків)     |
| 1991 | «Політехнік» (Київ)    | «Авіатор» (Київ)      | «Сокіл» (Львів)          |

## Чемпіонат України
| Рік       | Золото                  | Срібло                                     | Бронза                               |
| Вища ліга | Вища ліга               | Вища ліга                                  | Вища ліга                            |
| --------- | ----------------------- | ------------------------------------------ | ------------------------------------ |
| 1992      | «Політехнік» (Київ)     | «Авіатор» (Київ)                           | «Сокіл» (Львів)                      |
| 1993      | «Політехнік» (Київ)     | «Арго-КМУЦА» (Київ)                        | «Авіатор» (Київ)                     |
| 1994      | «Політехнік» (Київ)     | «Арго-КМУЦА» (Київ)                        | «Авіатор» (Київ)                     |
| 1994/95   | «Політехнік» (Київ)     | «Арго-КМУЦА» (Київ)                        | «Авіатор» (Київ)                     |
| 1995/96   | «Політехнік» (Київ)     | «Арго-КМУЦА» (Київ)                        | «Титани» (Харків)                    |
| 1996/97   | «Політехнік» (Київ)     | «Арго-КМУЦА» (Київ)                        | «Титани» (Харків)                    |
| 1997      | «Арго-КМУЦА» (Київ)     | «Політехнік» (Київ)                        | «Титани» (Харків)                    |
| 1998      | «Арго-КМУЦА» (Київ)     | «Титани» (Харків)                          | «Політехнік» (Київ)                  |
| 1999      | «Арго-КМУЦА» (Київ)     | «Титани» (Харків)                          | «Олімп-ХТЗ» (Харків)                 |
| 2000      | «Арго-КМУЦА» (Київ)     | «Політехнік» (Київ)                        | «Олімп-ХТЗ» (Харків)                 |
| 2001      | «Арго-НАУ» (Київ)       | «Олімп-ХТЗ» (Харків)                       | «Епоха-Політехнік» (Київ)            |
| 2002      | «Арго-НАУ» (Київ)       | «Олімп-ХТЗ» (Харків)                       | «Епоха-Політехнік» (Київ)            |
| 2003      | «Арго-НАУ» (Київ)       | «Авіатор» (Київ)                           | «Олімп-ХТЗ» (Харків)                 |
| 2004      | «Арго-НАУ» (Київ)       | «Олімп-ХТЗ» (Харків)                       | «Оболонь-Університет» (Хмельницький) |
| Суперліга |                         |                                            |                                      |
| 2005      | «Олімп-ОСКХТЗ» (Харків) | «Арго-НАУ» (Київ)                          | «Авіатор» (Київ)                     |
| 2006      | «Олімп» (Харків)        | «Авіатор» (Київ)                           | «Арго-НАУ» (Київ)                    |
| 2007      | «Кредо-63» (Одеса)      | «Олімп» (Харків)                           | «Авіатор» (Київ)                     |
| 2007/08   | «Олімп» (Харків)        | «Кредо-63» (Одеса)                         | «Авіатор» (Київ)                     |
| 2008/09   | «Олімп» (Харків)        | «Кредо-63» (Одеса)                         | «Сокіл» (Львів)                      |
| 2010      | «Олімп» (Харків)        | «Кредо-63» (Одеса)                         | «Авіатор» (Київ)                     |
| 2011      | «Олімп» (Харків)        | «Кредо-63» (Одеса)                         | «Сокіл» (Львів)                      |
| 2012      | «Олімп» (Харків)        | «Кредо-63» (Одеса)                         | «Сокіл» (Львів)                      |
| 2013      | «Олімп» (Харків)        | «Кредо-63» (Одеса)                         | «Оболонь-Університет» (Хмельницький) |
| 2014      | «Олімп» (Харків)        | «Кредо-63» (Одеса)                         | «Сокіл» (Львів)                      |
| 2015      | «Олімп» (Харків)        | «Кредо-63» (Одеса)                         | «Поділля» Хмельницький               |
| 2016      | «Олімп» (Харків)        | «Кредо-63» (Одеса)                         | «Поділля» (Хмельницький)             |
| 2017      | «Олімп» (Харків)        | «Поділля» (Хмельницький)                   | «Антарес» (Київ)                     |
| 2018      | «Олімп» (Харків)        | «Поділля» (Хмельницький)                   | «Сокіл» (Львів)                      |
| 2019      | «Олімп» (Харків)        | «Кредо-63» (Одеса)                         | «Поділля» (Хмельницький)             |
| 2020      | «Олімп» (Харків)        | «Кредо-63» (Одеса)                         | «Поділля» (Хмельницький)             |
| 2021      | «Олімп» (Харків)        | «Кредо-63» (Одеса)                         | «Політехнік» (Київ)                  |
| 2023      | Збірна Києва            | «Кредо-63» (збірна Одеси та Хмельницького) | «Сокіл» (збірна Львова та Харкова)   |
| 2024      | Збірна Києва            | Збірна Харківської області                 | «Сокіл» (Львів)                      |

## Статистика за історію
Історична таблиця призерів:
| Клуб                     | Чемпіон | 2-е місце | 3-є місце | Переможні сезони                                                                                           |
| ------------------------ | ------- | --------- | --------- | --- |
| «Авіатор» (Київ)         | 17      | 9         | 9         | 1966, 1970, 1972, 1973, 1974, 1977, 1978, 1980, 1981, 1982, 1983, 1984, 1985, 1986, 1987, 1989, 1990       |
| «Олімп» (Харків)         | 17      | 6         | 6         | 2005, 2006, 2007-08, 2008-09, 2009, 2010, 2011, 2012, 2013, 2014, 2015, 2016, 2017, 2018, 2019, 2020, 2021 |
| «Політехнік» (Київ)      | 11      | 10        | 6         | 1975,1976,1979,1988, 1991,1991-1992, 1992-1993, 1993-1994, 1994-95, 1995-96, 1996-97                       |
| «Арго» (Київ)            | 8       | 6         | 1         | 1997, 1998, 1999, 2000, 2001, 2002, 2003, 2004                                                             |
| «Динамо» (Київ)          | 5       | 2         | 1         | 1965, 1967, 1968, 1969, 1971                                                                               |
| «Кредо-63» (Одеса)       | 1       | 12        | 0         | 2007 |
|                          |         |           |           | |
| «Сокіл» (Львів)          | 0       | 5         | 11        | |
| Локомотив» (Харків)      | 0       | 2         | 6         | |
| «Поділля» (Хмельницький) | 0       | 2         | 7         | |
| СКА «Київ»               | 0       | 2         | 0         | |
| «Будівельник»(Львів)     | 0       | 1         | 1         | |
| «Спартак» (Харків)       | 0       | 1         | 1         | |
| «Дніпро» (Дніпро)        | 0       | 0         | 2         | |
| КІІЦА (Київ)             | 0       | 0         | 2         | |
| «Прогрес» (Львів)        | 0       | 0         | 1         | |
| «Авангард» (Харків)      | 0       | 0         | 1         | |
| «Буревісник» (Одеса)     | 0       | 0         | 1         | |
| «Політехнік» (Одеса)     | 0       | 0         | 1         | |
| «Дніпро» (Київ)          | 0       | 0         | 1         | |
| «Антарес» (Київ)         | 0       | 0         | 1         | |